# B2takes!!
B2takes!!（ビートゥーテイクス）は、日本の男性音楽グループ。所属はBACSエンターテイメント。ライブ活動を中心とする男性アイドルグループの東京での草分けともいわれる。

## 略歴
かつて男性アイドルといえば旧ジャニーズ系が大半であったことから、「AKB48の男性版」をコンセプトとして、2012年（平成24年）12月11日に、男性による地下アイドルとして、6人組グループとして結成される。旧名は「B to takes!」、後に「B2takes!」（読みは同じ）。
結成当初は、女性の地下アイドルは流行していた反面、男性の地下アイドルはまだ黎明期ということや、ライブで共演が可能なグループが少ない状況であり、東京都新大久保のライブハウスをカフェとして、メンバーが店員を兼ねてライブ活動を続ける。ライブの観客数は、最初のライブでは6人、その後も5人程度であり、メンバー自身が屋外でビラを配っても、ほとんど無視されたり、「何これ」と馬鹿にされる状態が続く。後年にリーダーの奥山ピーウィーも当時を振り返り、「心が毎回毎回折れそうになる」「最初の1〜2年は本当に動員がなかった」「客席の前から2列ぐらいしかいなかった」「決して楽ではなかった」と語っている。
その後の、ビラ配りによる集客や、定期公演など地道な活動、ライバルとなるグループを設定しての盛り上げなどにより、次第に人気が増加する。2014年（平成26年）頃からは、名古屋の男性アイドルグループのBOYS AND MENの人気も追い風となる。デビューから5年目にして、ワンマンライブが実現する。2016年（平成28年）4月の原宿でのワンマンライブでは、前売りのチケットが完売したために、当初の予定の会場を急遽、大規模の会場へ変更するほどの盛況ぶりとなる。同2016年発売のシングル「モヤモヤLOVER」は、同2016年10月24日付オリコンデイリーシングルランキング1位、2017年（平成29年）発売の「好きって言おう」も、オリコンデイリーチャート1位を記録する。同2017年には、テレビで初の冠番組の放映が開始される。
2018年（平成30年）8月、グループ名を「B2takes!!」に改名する。同2018年、両A面シングル「ブラン・ニュー・アニバーサリー / Not Alone」でメジャーデビューが決定し、CD予約数が55,555枚を突破、2018年9月3日付オリコンデイリーシングルランキングで1位、週間ランキングで2位を記録する。この「Not Alone」が主題歌に起用された映画『BD〜明智探偵事務所〜』では、当時のメンバーであった小沢廉が寺坂頼我（祭nine.）とダブル主演を務め、他のメンバーも全員が出演する。2019年（昭和64年）、第33回日本ゴールドディスク大賞の邦楽部門でベスト5・ニューアーティストの1組に選ばれる。
人気男性グループが集まってライブパフォーマンスを行うイベント「Royal Straight Flush × 光文社JJ Special Live（通称JJフェス）」では、ファンの投票の結果、2023年（令和5年）9月の第1回と、同年11月の第2回において共に1位を獲得し、2連覇を達成する。

## 特徴
グループ名は「みなさんへの贈り物」を意味しており、「パフォーマンスやトークを通して、多くの贈り物を届けたい」という意味が込められている。ファンとの距離が近いことで知られ、自身たちも「ファンと最も距離が近いグループ」を自称している。「メンズアイドルの草分け的存在」との声もある。ファンからは「ライブを見たその日に特典会ですぐメンバーに感想を伝えられる」と、ライブ中心のアイドルの魅力を語る声も上がっている。
音楽面では、「元気になれるライブが特徴」と称しており、アップテンポな曲が多いことが、特徴に挙げられる。
個人活動が優先されていることも特徴の一つであり、音楽以外にも、各メンバーが役者、モデルなどで活動を行なっている。2019年6月の矢島愛弥の加入時は、母が元アイドルの渡辺美奈代であることでも話題となっている。

## メンバー
結成当初のメンバーは6人であり、一時は12人体制の大規模になったが、コロナ禍の影響でライブ活動が困難になったことで脱退が相次ぎ、一時期は2人にまで減少したものの、2025年（令和7年）5月以降は7人で活動している。
各メンバーごとに、担当カラー（メンバーカラー）が設定されている。当初のカラーは、IGU（山下翔貴）はパープル、飯山裕太はイエロー、あつしはホワイト、わたるはブルーであったが、2019年8月の担当カラー発表時にそれぞれ、ライムグリーン、ブルー、ボルドー、ブラックに変更された。
内部リンクのあるメンバーは、本グループ加入前、グループ外の活動、旧メンバーの卒業後など、詳細については内部リンク先を参照。
| 名前            | カラー         | 生年月日（年齢）       | 出身     | 加入時期       | 備考                                                   |
| --------------- | -------------- | ---------------------- | -------- | -------------- | ------------------------------------------------------ |
| 奥山 ピーウィー | ピンク         | 9月12日（年齢非公表）  | 神奈川県 | 2012年12月11日 | リーダー、結成当初からの唯一のメンバー                 |
| IGU             | ライムグリーン | 1991年5月6日（34歳）   | 愛知県   | 2013年初夏     | 旧名義は山下翔貴                                       |
| OZAWAREN        | レッド         | 1991年8月12日（33歳）  | 神奈川県 | 2013年5月28日  | 旧名義は小澤 廉 2018年12月21日に卒業 → 2023年6月に復帰 |
| 迎 航平         | ライトブルー   | 1994年12月28日（30歳） | 兵庫県   | 2023年7月15日  |                                                        |
| 仲野 五大       | パープル       | 2000年2月18日（25歳）  | 滋賀県   | 2023年7月15日  |                                                        |
| 横田 凌一       | グリーン       | 1998年9月19日（26歳）  | 東京都   | 2023年7月15日  |                                                        |
| 高間 淳平       | オレンジ       | 1995年11月1日（29歳）  | 滋賀県   | 2025年5月19日  |                                                        |

### 旧メンバー
| 名前        | カラー       | 生年月日（年齢）       | 出身     | 加入時期       | 脱退時期      | 備考                                                 |
| ----------- | ------------ | ---------------------- | -------- | -------------- | ------------- | ---------------------------------------------------- |
| 芦田 悠     | レッド       | 1991年5月20日（34歳）  |          | 2012年12月11日 | 2013年2月5日  |                                                      |
| 井上 皓介   | ブルー       | 1992年2月4日（33歳）   | 京都府   | 2012年12月11日 |               |                                                      |
| 雉峪 エイチ | グリーン     | 1991年12月27日（33歳） |          | 2012年12月11日 | 2014年3月20日 | 日本、ブラジル、ユダヤ、ドイツ、ポルトガルの混血     |
| 品川 翔     | イエロー     | 1994年2月18日（31歳）  | 東京都   | 2012年12月11日 | 2013年11月5日 |                                                      |
| 畠山 龍之介 | レッド       | 1993年12月28日（31歳） |          | 2012年12月11日 | 2013年5月28日 |                                                      |
| しだっくす  | オレンジ     | 1990年12月4日（34歳）  | 北海道   | 2013年初夏     | 2023年3月24日 | 旧名義は志田昂平                                     |
| 中島 拓斗   | スカイブルー | 1994年11月5日（30歳）  | 神奈川県 | 2013年秋       | 2022年4月7日  |                                                      |
| 飯山 裕太   | ブルー       | 1996年7月29日（28歳）  | 千葉県   | 2014年5月6日   | 2022年1月7日  |                                                      |
| あつし      | ボルドー     | 1991年2月18日（34歳）  | 愛知県   | 2016年1月13日  | 2022年1月7日  |                                                      |
| 松本 ひなた | グリーン     | 1991年8月27日（33歳）  | 埼玉県   | 2014年9月10日  | 2016年4月16日 |                                                      |
| わたる      | ブラック     | 1998年6月6日（26歳）   | 千葉県   | 2014年11月26日 | 2021年8月15日 | 体調不良により2018年11月20日卒業 → 2019年6月17日復帰 |
| 森 勇翔     | グリーン     | 1994年8月6日（30歳）   | 大阪府   | 2017年7月22日  | 2021年6月27日 |                                                      |
| 結城 伽寿也 | ホワイト     | 1993年11月19日（31歳） | 宮城県   | 2019年6月19日  | 2022年1月7日  | 元、Rush×300                                         |
| YouJin      | ラベンダー   | 1997年6月3日（27歳）   | 神奈川県 | 2019年6月19日  | 2020年8月31日 | 日韓ハーフで、元K-POPアイドル                        |
| 千葉 良祐   | イエロー     | 1991年9月26日（33歳）  | 大阪府   | 2019年6月19日  | 2023年3月24日 | 元、Rush×300（ダンスヴォーカルグループ）             |
| 矢島 愛弥   | パープル     | 1997年7月22日（27歳）  | 東京都   | 2019年6月19日  | 2023年3月24日 | 渡辺美奈代の長男                                     |
| 喜瀬 大陽   | ホワイト     | 2004年1月14日（21歳）  | 京都府   | 2023年7月15日  | 2024年5月9日  |                                                      |
| 春木 創太   | イエロー     | 1997年5月12日（28歳）  | 大阪府   | 2023年7月15日  | 2025年5月9日  |                                                      |
| HIROKI      | オレンジ     | 2000年4月9日（25歳）   | 愛知県   | 2023年7月15日  | 2025年5月9日  |                                                      |
| 風岡 史也   | ブラック     | 2000年2月22日（25歳）  | 静岡県   | 2023年7月15日  | 2025年5月9日  |                                                      |
| 松田 夢生   | ブルー       | 2003年7月4日（21歳）   | 福岡県   | 2023年7月15日  | 2025年5月9日  |                                                      |

## 作品

### シングル
- HANABI（2015年）[74]
- AKUBI（2016年）[74]
- モヤモヤLOVER（2016年）[74]
- 好きって言おう（2017年）[74]
- ギリギリ☆ファイティングマン（2017年）[74]
- Shanana ここにおいで（2018年）[74]
- ブラン・ニュー・アニバーサリー / Not Alone（2018年） - メジャーデビュー[16]
- GROWING（2019年）[75]
- 証-Akashi-（2019年）[75]
- PARTY UP!!〜むらむらぶ★〜（2023年）[76]

### 映像作品
- B2takes! 3周年記念ライブDVD（2016年）[77]
- B2takes! TV 〜チカメンですけど何か?〜（2017年） - 同名の冠番組のDVD化[78]
- B2takes! LET'S STARTING OVER 〜A TRIP TO BANGKOK!!（2017年）[79]
- B2takes! 〜5周年記念ライブ〜 in マイナビBLITZ赤坂[74]（2018年[80]）
- B2takes!!の探偵ナイトスクール（2020年） - 同名の冠番組のDVD化[81]

## 出演

### テレビ
- B2takes! TV 〜チカメンですけど何か?〜（TOKYO MX2、2017年[82][83]）
- B2takes!!の探偵ナイトスクール（テレビ神奈川、2019年[81][84]）

### ラジオ
- B2takes!!の元気が出るラジオ!!（超!A&G+、2019年[85] - 2020年[86]）
- オレたちやってマンデー（MBSラジオ、2019年[87] - 2021年[88]） - 飯山裕太のみ[87]

### 映画
- BD〜明智探偵事務所〜（2018年）[21]
- フィルムに宿る魂（2020年） - シングル「証-Akashi-」をモチーフとする映画、飯山裕太が主演、結城伽寿也が共演[89]

### 舞台
- B2takes!!の探偵ナイトスクール 〜オンステージ〜（2020年） - 同名の冠番組の舞台化[81][90]

## 書籍
- コンビポーズ集150（2018年、玄光社） - あつし、森勇翔によるポーズ集[91]
- foodie（2021年） - 飯山裕太写真集[92]

## 派生ユニット
2020年（令和2年）には、4つの派生ユニットの活動開始が発表されている。
| 名称                      | メンバー                       | 活動期間              |
| ------------------------- | ------------------------------ | --------------------- |
| LUCK☆LIFE（ラックライフ） | 飯山裕太、森勇翔、矢島愛弥、他 | 結成 - 2021年6月27日  |
| 食べさせて♡Cherry Party   | 奥山ピーウィー、しだっくす     | 結成 -                |
| Re:sum（リズム）          | わたる、あつし、千葉良祐、他   | 結成 - 2021年12月31日 |
| Emotive（エモティブ）     | IGU、中島拓斗、他              | 結成 - 2022年1月29日  |